# Jimmy Snuggerud
James Snuggerud (né le 1er juin 2004 à Chaska dans l'État du Minnesota aux États-Unis) est un joueur américain de hockey sur glace. Il évolue à la position d'attaquant.

## Biographie

### Carrière junior
De 2018 à 2020, Snuggerud évolue dans le système de formation du Minnesota et il intègre le Programme de Dévelopement National lors de la saison 2020-2021.
En prévision du repêchage de 2022, la centrale de recrutement de la LNH le classe au 11e rang des espoirs nord-américains chez les patineurs. Il est sélectionné au 23e rang par les Blues de Saint-Louis.

### En équipe nationale
Snuggerud représente les États-Unis. Il participe aux Jeux olympiques de la jeunesse en 2020. Il remporte la médaille d'argent, s'inclinant 4-0 contre la Russie.
Il participe au Championnat du monde moins de 18 ans en 2022 et remporte la médaille d'argent avec la formation américaine, s'inclinant 6-4 en finale face à la Suède.

## Statistiques

### En club
| Saison    | Équipe                            | Ligue     |    | Saison régulière | Saison régulière | Saison régulière | Saison régulière | Saison régulière |   | Séries éliminatoires | Séries éliminatoires | Séries éliminatoires | Séries éliminatoires | Séries éliminatoires |
| Saison    | Équipe                            | Ligue     | PJ | B                | A                | Pts              | Pun              | PJ               | B | A                    | Pts                  | Pun                  |                      |                      |
| 2018-2019 | Great Plains du Minnesota 14U AAA | MNBEL U14 | 15 | 8                | 4                | 12               | -                | -                | - | -                    | -                    | -                    |                      |                      |
| 2018-2019 | Chaska/Chanhassen Bantam AA       | U14 AA    | -  | -                | -                | -                | -                | -                | - | -                    | -                    | -                    |                      |                      |
| 2018-2019 | B14 - District 6                  | MNHP-14   | 3  | 1                | 2                | 3                | -                | -                | - | -                    | -                    | -                    |                      |                      |
| 2018-2019 | East Coast Selects O U15          | WSI U15   | 9  | 6                | 3                | 9                | 2                | -                | - | -                    | -                    | -                    |                      |                      |
| 2019-2020 | Blizzard du Minnesota 15U AAA     | U15 AA    | -  | -                | -                | -                | -                | -                | - | -                    | -                    | -                    |                      |                      |
| 2019-2020 | Chaska High                       | USHS-MN   | 23 | 15               | 19               | 34               | 12               | 3                | 5 | 2                    | 7                    | 0                    |                      |                      |
| 2019-2020 | B15 - District 6                  | MNHP-15   | 3  | 1                | 2                | 3                | -                | -                | - | -                    | -                    | -                    |                      |                      |
| 2019-2020 | Team Kelly                        | USA-S15   | 4  | 4                | 2                | 6                | 0                | -                | - | -                    | -                    | -                    |                      |                      |
| 2020-2021 | USNTDP U17                        | USDP      | 45 | 15               | 17               | 32               | 20               | -                | - | -                    | -                    | -                    |                      |                      |
| 2020-2021 | USNTDP Juniors                    | USHL      | 29 | 7                | 7                | 14               | 14               | -                | - | -                    | -                    | -                    |                      |                      |
| 2021-2022 | USNTDP U18                        | USDP      | 59 | 24               | 39               | 63               | 32               | -                | - | -                    | -                    | -                    |                      |                      |
| 2021-2022 | USNTDP Juniors                    | USHL      | 26 | 6                | 20               | 26               | 22               | -                | - | -                    | -                    | -                    |                      |                      |

### En équipe nationale
| Année | Équipe         | Compétition                          |   | PJ | B | A | Pts | Pun               |  | Résultat |
| 2020  | États-Unis U16 | Jeux olympiques de la jeunesse       | 4 | 0  | 2 | 2 | 2   | Médaille d'argent |  |          |
| 2022  | États-Unis U18 | Championnat du monde moins de 18 ans | 6 | 3  | 4 | 7 | 2   | Médaille d'argent |  |          |